# ベートン郡
座標: 北緯5度46分25秒 東経101度3分38秒 / 北緯5.77361度 東経101.06056度
ベートン郡（ベートンぐん）とはタイ南部に位置するヤラー県の最南部にある郡。南はマレーシアに接している。

## 名前
ベートンとはマレー語のBuluh Betongに由来する言葉で、「竹」と言う意味を持つ。旧称はラヨム。

## 歴史
スコータイ王朝、アユタヤ王朝時代にはマレー系の王がこの一帯を収めていた。後のラーマ1世時代にはパタニ王国の一部であるラーマンと中央政府に対抗するため融合した。
ラーマ5世の時代にはチャクリー改革と称して地方行政改革が行われ、ラヨム郡としてモントン・パッターニーの一部を形成した。
1909年ラヨム郡の一部が英領マラユに併合される。その後、1930年にプラ・ピチットバンチャーにより郡庁所在地を現在の場所が移転され郡名をベートンに変えた。一方、1933年10月28日にはベートン全体が英領マラユに併合されそうになるが、住民の猛反対により併合を回避した。
太平洋戦争の後はマレーシア共産党により郡南部が占拠されとされこれが長く続くことになるが1989年までに撤退した。

## 地理
郡は北側をのぞき山岳に囲まれている。また、市街地からマレーシアの国境までは10キロもない。郡西部には温泉もある。

## 経済
郡内の主要な産業は農業と観光である。タイ南部の特産品であるゴムの生産が行われている。観光業ではマレーシアからの観光客を受け入れるための施設（商店・ホテルなど）の経営が行われている。国境貿易も行われている。

## 行政区分
ベートン郡は5つの町(タムボン)に分けられる。
| 1. タムボン・ベートン・・・ตำบลเบตง 2. タムボン・ヤロム・・・ตำบลยะรม 3. タムボン・ターモメーロ・・・ตำบลตาเนาะแมเราะ 4. タムボン・アイユーウェーン・・・ตำบลอัยเยอร์เวง 5. タムボン・ターラナムティップ・・・ตำบลธารน้ำทิพย์ | ベートン郡のタムボン |